# Cataulacus taylori
Cataulacus taylori é uma espécie de formiga do gênero Cataulacus, pertencente à subfamília Myrmicinae.